# Сіткувка
Сіткувка (пол. Sitkówka) — село в Польщі, у гміні Сіткувка-Новіни Келецького повіту Свентокшиського воєводства.
Населення — 310 осіб (2011).
У 1975-1998 роках село належало до Келецького воєводства.

## Демографія
Демографічна структура на день 31 березня 2011 року:
|          | Загалом | Допрацездатний вік | Працездатний вік | Постпрацездатний вік |
| -------- | ------- | ------------------ | ---------------- | -------------------- |
| Чоловіки | 153     | 35                 | 112              | 6                    |
| Жінки    | 157     | 37                 | 105              | 15                   |
| Разом    | 310     | 72                 | 217              | 21                   |